# اندیس لارک
لارک یک اندیس غیرفلزی است که در حوالی شهر قشم استان هرمزگان قرار دارد و مادهٔ معدنی موجود در آن، سلستین است.سنگ میزبان این اندیس آهک است  